# Siarhiej Sidorski
Siarhiej Siarhiejewicz Sidorski (biał. Сярге́й Сярге́евіч Сідо́рскі, ros. Серге́й Серге́евич Сидо́рский, Siergiej Siergiejewicz Sidorski; ur. 13 marca 1954 w Homlu) – białoruski polityk, w latach 2003–2010 premier Republiki Białorusi.
W 1976 ukończył studia na Wydziale Elektrotechniki Białoruskiego Instytutu Inżynierów Transportu Kolejowego. Doktor nauk technicznych. Specjalista w dziedzinie technologii próżniowo-plazmowych. Zasłużony pracownik przemysłu Republiki Białorusi. Autor ponad 40 naukowych prac i monografii. Akademik Międzynarodowej Akademii Inżynieryjnej. Karierę zawodową rozpoczął jako elektryk, elektromonter.
- 1976–1992 – majster montowni, naczelnik laboratorium, naczelnik oddziału, zastępca dyrektora Homelskiej Fabryki Sprzętu Radiotechnicznego;
- 1991–1992 – dyrektor Homelskiej Fabryki Sprzętu Radiotechnicznego;
- 1992–1998 – dyrektor generalny Homelskiego Zakładu Naukowo-Produkcyjnego „Raton”;
- 1998–2001 – zastępca, a później pierwszy zastępca przewodniczącego Homelskiego Obwodowego Komitetu Wykonawczego;
- 24 września 2001 – mianowany na stanowisko zastępcy premiera Republiki Białorusi[1];
- 3 lipca 2002 – mianowany pierwszym zastępcą premiera Republiki Białorusi; w rządzie odpowiedzialny za kwestie dot. rozwoju przemysłu, budownictwa, transportu i energetyki[2];
- 10 lipca 2003 – mianowany p.o. premiera na miejsce zdymisjonowanego Hienadzia Nawickiego[3] (Rozporządzeniem Prezydenta Nr 304[4]);
- 19 grudnia 2003 – mianowany na premiera Republiki Białorusi[5] (Rozporządzeniem Prezydenta Nr 564[6] i za zgodą parlamentu);
- 11 marca 2004 – „za znaczący osobisty wkład w rozwój społeczno-gospodarczy” otrzymał Podziękowanie Prezydenta Republiki Białorusi[7];
- 8 kwietnia 2006 – Rada Ministrów z Sidorskim na czele, zgodnie z art. 106 Konstytucji Białorusi, złożyła pełnomocnictwa „nowo wybranemu” prezydentowi Republiki Białorusi[8]. 12 kwietnia Alaksandr Łukaszenka wniósł do Izby Reprezentantów propozycję ponownego wyznaczenia Sidorskiego na premiera. 17 kwietnia jego kandydatura została zatwierdzona przez Izbę[9]. Była to czysta formalność w związku z wyborami prezydenckimi, ponieważ zarówno prezydent, jak i premier pozostali bez zmian.
- 27 grudnia 2010 – premier Sidorski zgodnie z art. 106 konstytucji złożył na ręce ponownie wybranego prezydenta Łukaszenki dymisję swojego gabinetu. Prezydent dymisję przyjął[10], a następnego dnia powołał nowy rząd na czele z Michaiłem Miasnikowiczem[11].

Siarhiej Sidorski potrafi posługiwać się językiem niemieckim. Żonaty, ma dwie córki.

## Odznaczenia
- Tytuł Honorowego Obywatela Homla – za duży osobisty wkład w ochronę i rozwój ekonomicznego potencjału Homla (wrzesień 2012)[12]